# L'Architettura Italiana
L'Architettura Italiana era una rivista mensile di architettura fondata nel 1905 a Torino con il sottotitolo di periodico mensile di costruzione e di architettura pratica. Il primo numero venne pubblicato nell'ottobre 1905 dagli editori Crudo & Lattuada con direzione affidata all'ingegner Carlo Bianchi e l'architetto Antonio Cavallazzi che firmarono la prima uscita. La rivista si avvalse nel tempo della collaborazioni di molti architetti italiani che fornirono contenuti di qualità.

Nel primo numero, con data 15 ottobre, si trovava una breve prefazione a firma degli editori, nella quale si sottolineava l'importanza dell'architettura italiana e della necessità di promuoverla nel mondo: 

Nel programma dei due direttori si sottolineava ancora più fortemente la necessità di porre un freno alle influenze straniere: 
In quegli stessi anni era pubblicata L'Edilizia Moderna, fondata a Milano nel 1892, che si occupava dei medesimi temi architettonici e costruttivistici. Editore era Arturo Demarchi e fra i vari redattori si contava il noto architetto Luca Beltrami.
L'Architettura Italiana cessò le pubblicazioni nel suo trentottesimo anno con il numero di gennaio-febbraio del 1943, editore Domus di Milano. L'editoriale si intitolava Destino e responsabilità dell'architettura.